# Partido del sorteo de la Copa del Mundo Francia 1998: Europa vs Resto del mundo
Europa vs. Resto del mundo fue un partido amistoso de Fútbol previo al Sorteo de la Copa Mundial de Fútbol de 1998 en Francia jugado el 4 de diciembre de 1997 en el Stade Vélodrome de Marsella con 38.000 personas presentes, fue la primera vez en la historia de los sorteos mundialistas que se realiza un partido de fútbol horas antes del sorteo y la primera que se realiza en un estadio de fútbol.
Este partido fue jugado por varias estrellas de los 32 países clasificados a la Copa Mundial de Fútbol de 1998 un combinado europeo formando el equipo de Europa dirigido por Franz Beckenbauer y el otro combinado por el resto de los continentes americano, africano y asiático formando el equipo de Resto del Mundo dirigido por Carlos Alberto Parreira.
Estuvieron presentes los dirigentes de la FIFA, el presidente João Havelange, el secretario general Joseph Blatter, los presidentes del comité organizador Fernand Sastre y el exfutbolista Michel Platini.

### Detalles del partido
| 1          | POR        | Andreas Köpke         | 45' |
| 4          | DEF        | Alessandro Costacurta | 75' |
| 5          | DEF        | Fernando Hierro       |     |
| 2          | MED        | Heimo Pfeifenberger   |     |
| 6          | MED        | Dominique Lemoine     | 75' |
| 7          | MED        | Krassimir Balakov     |     |
| 8          | MED        | Paul Ince             | 45' |
| 10         | MED        | Zinedine Zidane       |     |
| 9          | DEL        | Patrick Kluivert      | 45' |
| 11         | DEL        | Alen Boksic           |     |
| 13         | DEL        | Marius Lacatus        |     |
| Entrenador | Entrenador | Franz Beckenbauer     |     |

| 1          | POR        | Jacques Songo'o         | 45' |
| 2          | DEF        | Hong Myung-bo           |     |
| 3          | DEF        | Javier Margas           | 80' |
| 5          | DEF        | Noureddine Naybet       |     |
| 14         | DEF        | David Nyathi            |     |
| 6          | MED        | Marcelino Bernal        |     |
| 7          | MED        | Hidetoshi Nakata        |     |
| 8          | DEL        | Adel Sellimi            |     |
| 9          | DEL        | Gabriel Batistuta       | 60' |
| 10         | DEL        | Ronaldo                 | 60' |
| 11         | DEL        | Antony de Ávila         | 45' |
| Entrenador | Entrenador | Carlos Alberto Parreira |     |

| 12 | POR | Frode Grodås      | 45' |
| 3  | DEF | Søren Colding     | 45' |
| 14 | MED | Slaviša Jokanović | 75' |
| 15 | DEF | Mehdi Pashazadeh  | 75' |
| 16 | DEL | Gordon Durie      | 45' |

| 12 | POR | Rubén Ruiz Díaz   | 45' |
| 4  | DEF | Nwankwo Kanu      | 80' |
| 13 | MED | Hussein Sulaimani | 60' |
| 15 | DEL | Deon Burton       | 60' |
| 16 | DEL | Eric Wynalda      | 45' |

| Anotado | 1'  | Marius Lacatus  |  |
| Anotado | 60' | Zinedine Zidane |  |

| Anotado | 16' | Antony de Ávila   |  |
| Anotado | 21' | Ronaldo           |  |
| Anotado | 30' | Gabriel Batistuta |  |
| Anotado | 36' | Gabriel Batistuta |  |
| Anotado | 42' | Ronaldo           |  |

| Árbitro             | Gilles Veissière   |
| Árbitros asistentes | Lakhdar Benchabane |
| Árbitros asistentes | Pierre Ufrasi      |

| 1          | POR        | Andreas Köpke         | 45' |
| 4          | DEF        | Alessandro Costacurta | 75' |
| 5          | DEF        | Fernando Hierro       |     |
| 2          | MED        | Heimo Pfeifenberger   |     |
| 6          | MED        | Dominique Lemoine     | 75' |
| 7          | MED        | Krassimir Balakov     |     |
| 8          | MED        | Paul Ince             | 45' |
| 10         | MED        | Zinedine Zidane       |     |
| 9          | DEL        | Patrick Kluivert      | 45' |
| 11         | DEL        | Alen Boksic           |     |
| 13         | DEL        | Marius Lacatus        |     |
| Entrenador | Entrenador | Franz Beckenbauer     |     |

| 1          | POR        | Jacques Songo'o         | 45' |
| 2          | DEF        | Hong Myung-bo           |     |
| 3          | DEF        | Javier Margas           | 80' |
| 5          | DEF        | Noureddine Naybet       |     |
| 14         | DEF        | David Nyathi            |     |
| 6          | MED        | Marcelino Bernal        |     |
| 7          | MED        | Hidetoshi Nakata        |     |
| 8          | DEL        | Adel Sellimi            |     |
| 9          | DEL        | Gabriel Batistuta       | 60' |
| 10         | DEL        | Ronaldo                 | 60' |
| 11         | DEL        | Antony de Ávila         | 45' |
| Entrenador | Entrenador | Carlos Alberto Parreira |     |

| 12 | POR | Frode Grodås      | 45' |
| 3  | DEF | Søren Colding     | 45' |
| 14 | MED | Slaviša Jokanović | 75' |
| 15 | DEF | Mehdi Pashazadeh  | 75' |
| 16 | DEL | Gordon Durie      | 45' |

| 12 | POR | Rubén Ruiz Díaz   | 45' |
| 4  | DEF | Nwankwo Kanu      | 80' |
| 13 | MED | Hussein Sulaimani | 60' |
| 15 | DEL | Deon Burton       | 60' |
| 16 | DEL | Eric Wynalda      | 45' |

| Anotado | 1'  | Marius Lacatus  |  |
| Anotado | 60' | Zinedine Zidane |  |

| Anotado | 16' | Antony de Ávila   |  |
| Anotado | 21' | Ronaldo           |  |
| Anotado | 30' | Gabriel Batistuta |  |
| Anotado | 36' | Gabriel Batistuta |  |
| Anotado | 42' | Ronaldo           |  |

| Árbitro             | Gilles Veissière   |
| Árbitros asistentes | Lakhdar Benchabane |
| Árbitros asistentes | Pierre Ufrasi      |

## Cultura popular
Los planteles de este partido aparecen como equipos especiales (Europe All-Stars y World All-Stars) en el videojuego International Superstar Soccer Pro 98.